# 駝背帶龍占麗魚
駝背帶龍占麗魚，為輻鰭魚綱鱸形目隆頭魚亞目慈鯛科的其中一種，分布於非洲馬拉威湖流域，為特有種，棲息深度20-60公尺，體長可達11.2公分，棲息在湖泊沙底質水域，生活習性不明。

## 擴展閱讀
維基物種上的相關：駝背帶龍占麗魚